# Poemas saturnianos
Poemas saturnianos (en francés: Poèmes saturniens) es el título del primer conjunto de poemas de Paul Verlaine, publicado en 1866 gracias al editor Alphonse Lemerre. Paul Verlaine formaba parte de los llamados poetas malditos, aunque nunca fue especialmente reconocido en su época.[cita requerida]

## Contexto: Verlaine y el Parnasianismo en 1866

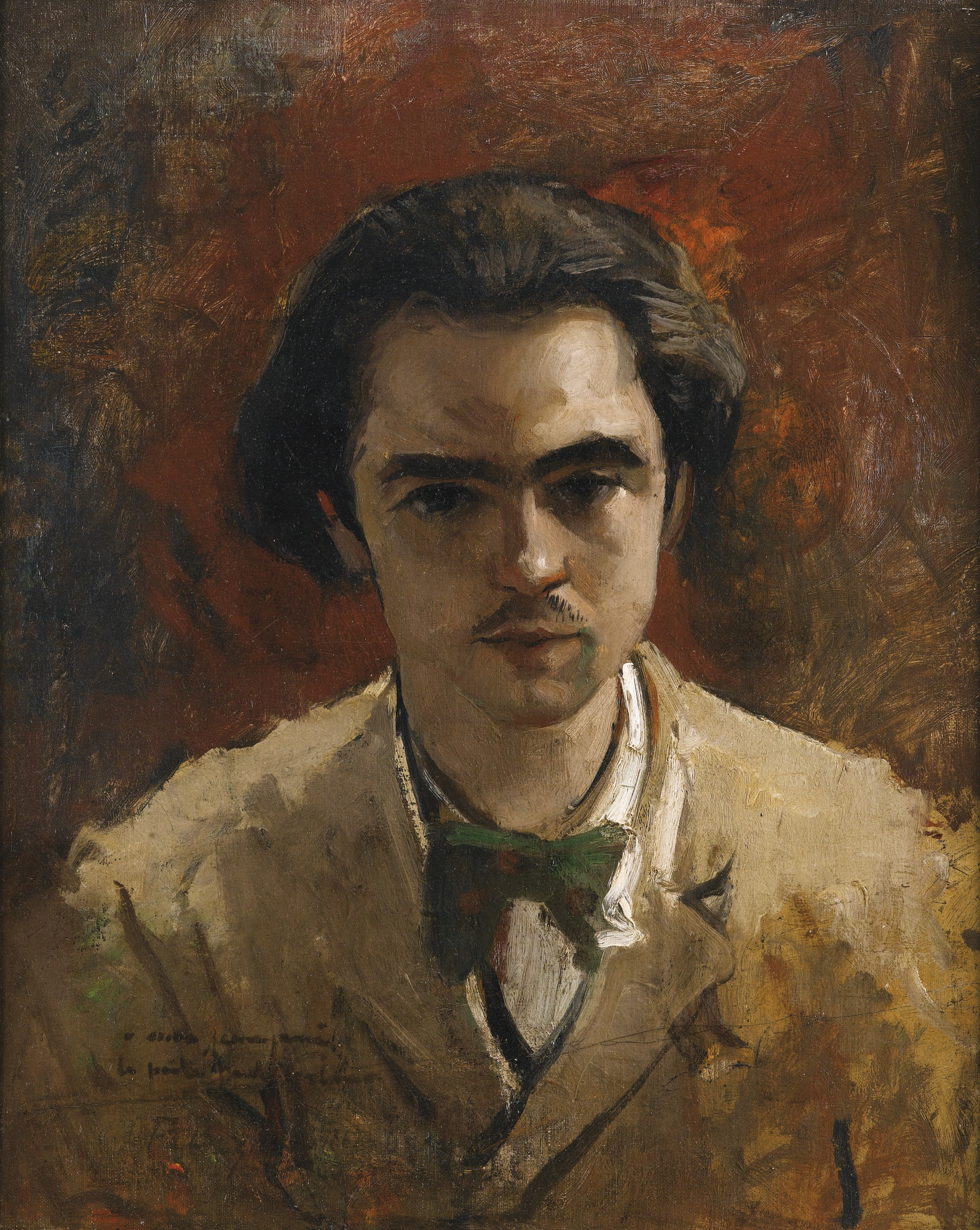
Retrato de Paul Verlaine realizado por Gustave Courbet

En esta época, a Verlaine se le relaciona con un grupo constituido alrededor del joven poeta Louis-Xavier de Ricard, a quien había conocido en 1863 y que por entonces editaba una revista literaria, filosófica y política llamada la Revista del progreso moral, literario, científico y artístico (Revue du Progrès moral, littéraire, scientifique et artistique), donde Verlaine publicó su primer poema: Monsieur Prudhomme. Esta revista fue después censurada por el imperio y su director fue condenado a ocho meses de prisión por ultrajar la moral religiosa y haber tratado, sin autorización previa, temas económicos, políticos y sociales.
Cuando salió de prisión, Ricard abrió un nuevo salón en el apartamento de su madre en el que se encontraban, además de Verlaine, Edmond Lepelletier, Catulle Mendès, José-Maria de Heredia, François Coppée, Villiers de l'Isle-Adam, o Anatole France-Thibault.
Ernest Boutier, violinista y poeta amateur, se puso en contacto con su amigo Verlaine gracias a un pequeño librero, Alphonse Lemerre, que aceptó editar las obras de jóvenes poetas: esta colección consagrada a la poesía contemporánea fue inaugurada tras la aparición en 1865 del primer conjunto de poemas de Ricard, Ciel, Rue et Foyer.
En esta misma librería, Lemerre reunió a todo el grupo de Ricard y se lanzó una nueva revista semanal, exclusivamente literaria: L'Art (El arte), que defendía el culto a la perfección formal o la teoría del "arte por el arte". Tras la desaparición de esta revista, se lanzó en 1866 otra llamada Le Parnasse contemporain (El Parnaso contemporáneo). Los poetas que publicaban en ella compartían el mismo rechazo por la poesía sentimental del romanticismo.
Siete de los poemas que aparecen en Poemas saturnianos se publicaron primero en el Parnaso contemporáneo, véase
Il bacio, En los bosques, Cauchemar, Sub urbe, Marine, Mi sueño familiar et La angustia. Otros dos aparecieron en la Revista del siglo XIX: Noche del Walpurgis clásico (bajo el título : Walpurgis classique, en agosto del 1866) y Grotescos (en el número de octubre-diciembre de 1866).

## Génesis y publicación de los poemas
Poco se sabe de cómo se originó el primer conjunto de poemas de Verlaine. Se cree que podría haber sido compuesto en su época de instituto « en clase de retórica en segundo, o incluso en tercer año» La crítica moderna tampoco ha podido resolver este enigma : « Hay dudas, salvo por ciertas obras como Nocturne parisien, a la hora de creer que casi todos los poemas fueron escritos durante el instituto », escribe Jacques Borel en su edición de Poemas saturnianos.
Los Poemas saturnianos fueron publicados en noviembre de 1866, siendo esta primera edición financiada por la prima de Verlaine, Elisa Moncomble.

## Composición

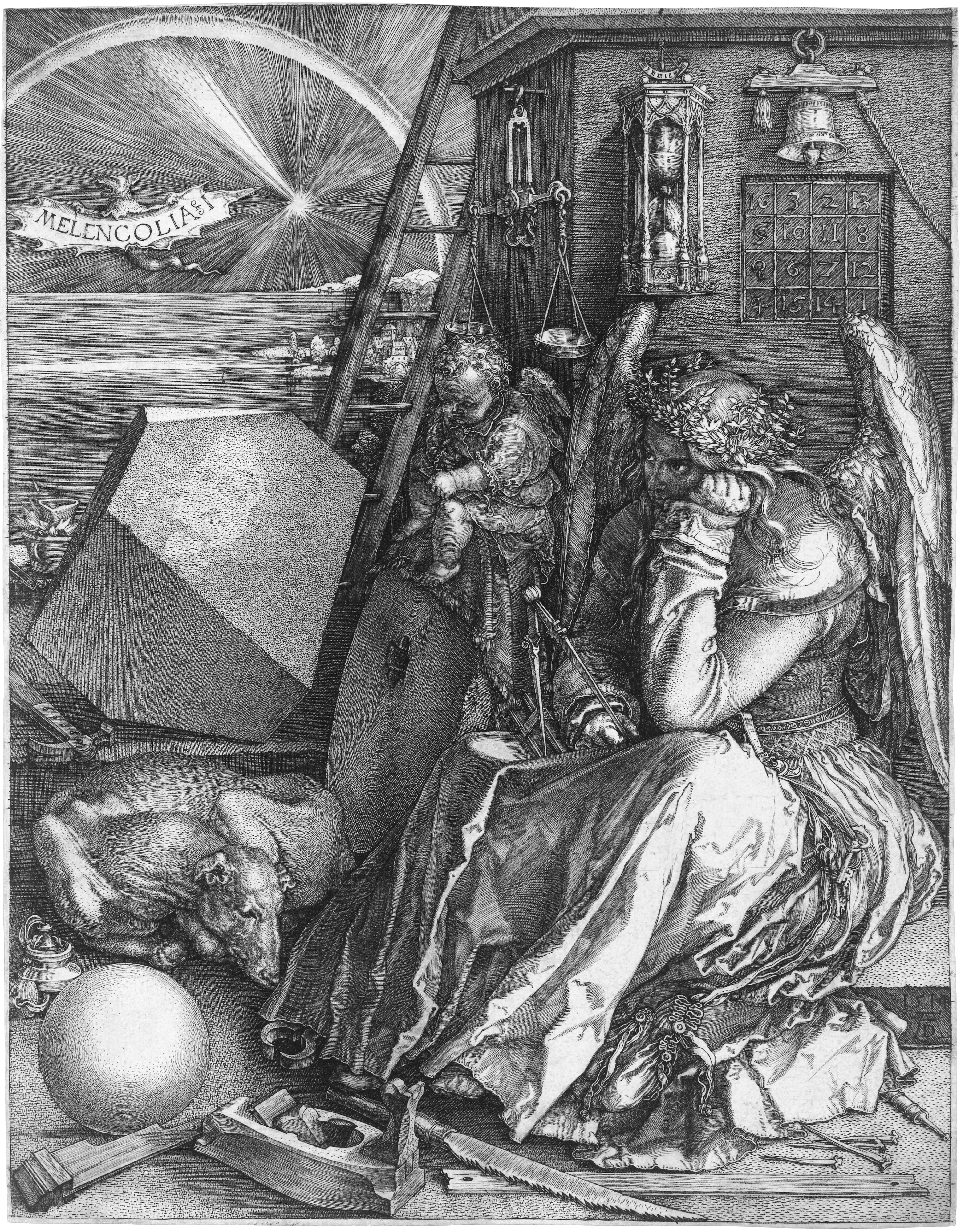
Melancholia I, grabado de Albrecht Dürer

La lógica del conjunto de poemas obedece en gran parte a una « retórica del libro » que lleva la marga de la época de su composición: de este modo la simetría del prólogo y del epílogo está directamente inspirada en la obra Philoména de Catulle Mendès, mientras que la división de secciones acerca el conjunto de poemas de Verlaine a las Flores del Mal de Charles Baudelaire. 
La última parte, sin embargo, no obedece a esta lógica: los doce poemas que componen el final son eclécticos y no se integran en ninguna sección. Esta aparente dispersión parece ser preparada especialmente para la última sección del conjunto de poemas, cuyo título Caprichos muestra que ya no obedece a las leyes de una composición reflexionada sino a la inspiración espontánea.
Es posible que Verlaine no fuese en un principio a integrar estos poemas en la totalidad de los Poemas saturnianos. También se podría pensar que los doce últimos poemas fueron añadidos esencialmente para aumentar el volumen del libro. De este modo, Verlaine habría querido manifestar que, al igual que Baudelaire, él también aborrecía el formato de folleto o plaquette.

## La cuestión métrica
Verlaine utilizó especialmente los versos impares, muy corrientes en el siglo XVI pero no en su época Sus versos favoritos eran los de 7, 9, 11 y 13 sílabas. Sin embargo aunque alternaba versos de diferente largura, nunca escribió versos de métrica irregular, sino que siempre combinó versos de 7/9, 9/11 o 11/13 sílabas.
El trabajo sobre la métrica se apoya además en una ruptura de la composición clásica en hemistiquios irregulares, véase cesuras de 6/6 o 4/4/4. El hecho de componer versos impares desplaza la cesura o la elimina, recurriendo así al encabalgamiento de numerosos versos.

## Recepción de losPoemas saturnianos
Los Poemas saturnianos fueron publicados en 491 ejemplares. El hecho de que esta tirada no creciese hasta veinte años más tarde indica que la publicación de esta primera obra de Verlaine no fue bien recibida por sus contemporáneos.